# Leptotes tenuis
Leptotes tenuis là một loài lan đặc hữu to Brasil.

## Hình ảnh

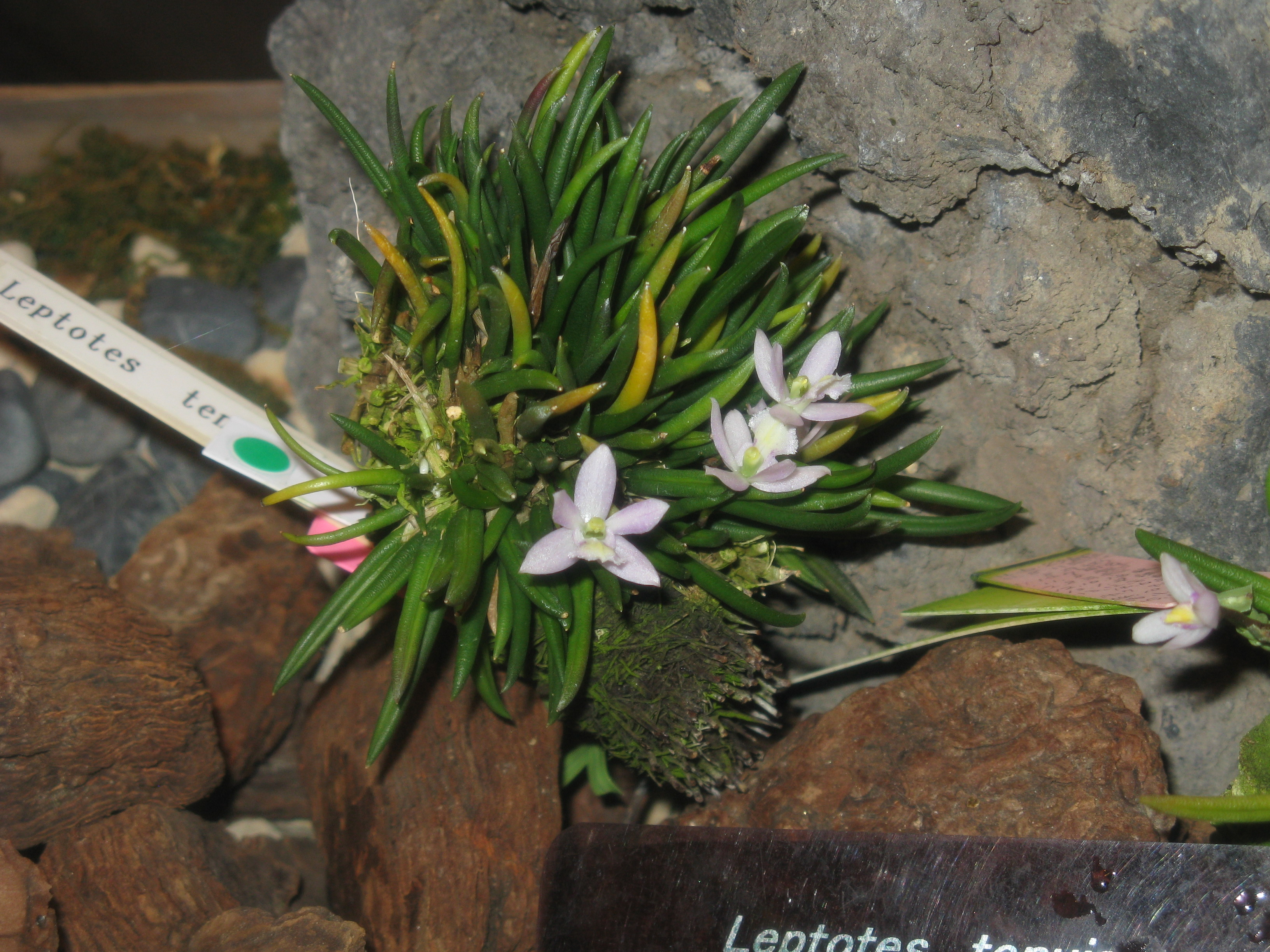
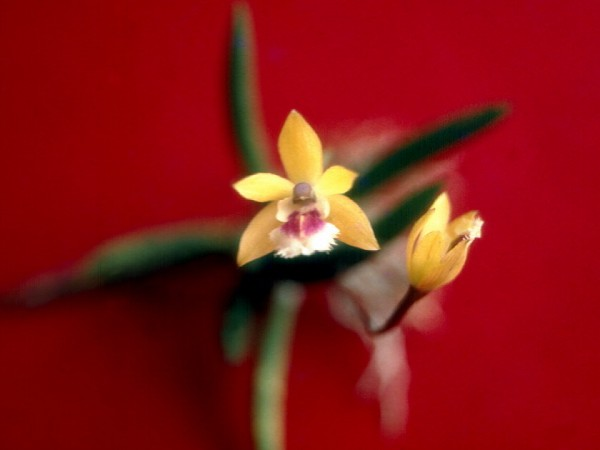